# Archichlora phyllobrota
Archichlora phyllobrota là một loài bướm đêm trong họ Geometridae.